# Stane Street (Chichester)

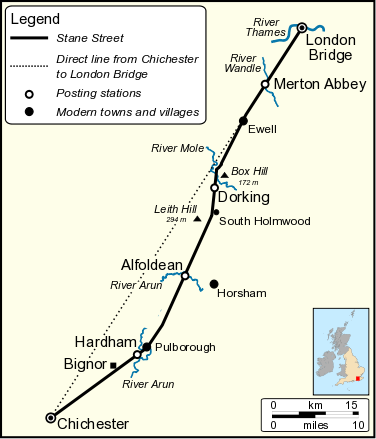
Die Stane Street

Die Stane Street südlich der Themse war eine Römerstraße, die London mit der römischen Stadt Regnum (das heutige Chichester in West Sussex) verband. Die Stane Street ist von besonderem Interesse, da sie die Prinzipien, nach denen die Römer ihre Straßen planten, deutlich macht. Der Name der Straße (Steinstraße – Stane ist eine alte Schreibweise für Stone/Stein) unterscheidet die gepflasterte Straße der Römer von den eher festgetretenen Straßen der Einheimischen.
Der Verlauf der Stane Street entspricht der exakten Sichtlinie von London Bridge nach Chichester, wobei einige lokale Variationen „erlaubt“ waren, um geografischen Gegebenheiten zu entsprechen. So wurden zum Beispiel sanfte Abhänge benutzt, um die South Downs hinaufzusteigen, aber die Geologie berücksichtigt: Kalkböden wurden gegenüber Lehmböden bevorzugt.
Die Straße verläuft von London Bridge Richtung Südwesten entlang der U-Bahn Northern Line durch Clapham und Tooting nach Colliers Wood und Merton. Sie überquert den Fluss Wandle bei der späteren Merton Priory und verläuft dann parallel zur A24 road von Morden bis Ewell. In Ewell, wo sich eine antike Siedlung befand, biegt sie leicht nach links ab, um die North Downs bei Langley Vale und dann Dorking zu queren. Südlich von Dorking verläuft sie parallel zur A29 road durch Billingshurst bis Pulborough. Hier biegt die Straße westlich ab, um direkt auf Chichester zuzulaufen, vorbei an der bekannten Römervilla in Bignor, um dann die South Downs hinaufzusteigen. Hier oben kann dann die Stane Street bequem zu Fuß und ohne Störungen durch moderne Straßen gegangen werden.